# Centrale nucléaire de San Onofre
Pour les articles homonymes, voir San Onofre.
La centrale nucléaire de San Onofre, à l'arrêt depuis janvier 2012, est située sur la côte Pacifique de la Californie entre Los Angeles et San Diego. Elle occupe un terrain de 0,34 km² juste au sud de San Clemente et au nord-ouest du comté de San Diego. Elle est entourée par le parc national de San Onofre. De nombreuses manifestations antinucléaires se sont déroulées sur ce site.
La centrale était soumise à un fort risque sismique : plusieurs failles géologiques actives se trouvent à proximité, dont la célèbre faille de San Andreas qui provoque des séismes très importants et dévastateurs en Californie. Environ 7,4 millions de personnes vivent à moins de 80 km de la centrale, en majorité dans les villes de Los Angeles et San Diego.
En juin 2013, l'exploitant Edison a annoncé que la centrale ne serait plus redémarrée car « les experts ont estimé qu'ils ne pouvaient pas résoudre les problèmes rapidement ou dans leur ensemble ».

## Description
La centrale est équipée de trois réacteurs à l'arrêt :
- San Onofre 1 : exploité de 1967 à 1992.

C'était un réacteur Westinghouse de première génération qui a été arrêté après 25 ans de service.
- San Onofre 2 : 1172 MWe, exploité de 1982 à 2012.
- San Onofre 3 : 1178 MWe, exploité de 1983 à 2012.

Ces réacteurs 2 et 3 sont des réacteurs à eau pressurisée (REP) construits par Combustion Engineering.

Le site était exploité par la compagnie Southern California Edison filiale de Edison International, qui est propriétaire de 75 % de l'investissement.
Les autres participations concernent :
- la compagnie San Diego Gas & Electric (20 %),
- la municipalité de Anaheim (3,2 %),
- la municipalité de Riverside (1,8 %).

La centrale a produit jusqu'à 20 % des besoins du sud de la Californie.

### Risque sismique
Selon l'exploitant, la centrale est construite pour résister à un séisme de magnitude 7,0 dont l'épicentre serait localisé sous la centrale.

## Incidents
En 2010, 58 incidents ont été déclarés par les employés ou les sous-traitants travaillant à San Onofre, contre  5 pour l'ensemble des autres sites de production des États-Unis. Pour la période de janvier 2010 à août 2011, 81 incidents ont été signalés.
L'exploitant a remplacé les générateurs de vapeur des deux réacteurs en 2009 et 2010 par des modèles du fabricant Japonais Mitsubishi Heavy Industries. 
En janvier 2012, les récents générateurs de vapeur ont provoqué une fuite de vapeur radioactive, le réacteur n°3 a alors été stoppé, tandis  que le réacteur n°2 était à l'arrêt pour rechargement de combustible. La fuite de vapeur radioactive sur l'un des générateurs de vapeur de l'unité n°3 a été estimée « supérieure à » 100 litres par heure. Ce générateur de vapeur, remplacé récemment, présente un défaut grave au niveau des tubes d'échange thermique : plusieurs centaines de ces tubes seraient plus ou moins endommagés selon la NRC.
À la suite de cet incident, les deux tranches ont été déconnectées du réseau, et la Commission de réglementation nucléaire des États-Unis (NRC) n'a plus autorisé leur redémarrage faute de pouvoir assurer que les deux réacteurs pouvaient à nouveau fonctionner de manière sûre.